# Ik geloof in mij
Ik geloof in mij is een Nederlandse televisieserie die wordt uitgezonden door SBS6. In de serie worden een aantal relatief onbekende volkszangers gevolgd die nooit zijn doorgebroken, met de verwachting dat dit ook niet meer gaat gebeuren. Na drie seizoenen werd de productie van het programma gestopt.

## Beschrijving
Het programma volgt zangers Rutger van Barneveld, René le Blanc, Johan Kettenburg, Dario Kreuger, Wally McKey, Gio Swikker, Dave van Well. In het tweede seizoen werd Martin van Doorn ook gevolgd; evenals videoclipmakers Ron en Said, die in het eerste seizoen een bijrol speelden als makers van een videoclip van Wally McKey.
Het format van het programma is gebaseerd op een gelijknamig programma van Omroep Gelderland, dat werd uitgezonden van 2013 tot 2014. Rutger van Barneveld en René le Blanc werden in dat programma ook gevolgd, samen met enkele andere ambitieuze Gelderse artiesten.

#### Costa del Sol tour
Voor het derde seizoen werd er een spin-off van het programma uitgezonden genaamd: Ik geloof in mij: Costa del Sol tour. Hierin worden de artiesten gevolgd terwijl ze op tour zijn in de Costa del Sol, een gedeelte van de Spaanse kust. René le Blanc speelt slechts een bescheiden rol in deze spin-off, maar Rutger van Barneveld, Dario Kreuger, Wally McKey, Gio Swikker en Dave van Well zijn wel uitgebreid te zien, net als Ron en Said, die de tour hebben georganiseerd.